# Kovinarska koča v Krmi
Kovinarska koča v Krmi (870 m) je planinska postojanka, ki stoji na robu Zasipske planine v dolini Krme. Prvotno kočo so odprli v prenovljeni pastirski koči 26. decembra 1948. Nova je bila zgrajena in odprta 19. julija 1959 ob 90. letnici Železarne Jesenice, poimenovana po jeseniških železarjih. Upravlja jo PD Javornik-Koroška Bela.
Iz Krme pelje zahodni pristop na Triglav, ki pa zaradi dolžine ni priljubljen. Izhodišč je primerno za zimske pristope na Triglav. Ta koča in njena je bolj primerna za miren izlet in sprehod kot pa izhodišče za planinske ture.

## Dostopi
- 20 km iz Bleda
- 8 km iz Mojstrane (Kranjska Gora)
- 2h: iz Mojstrane

## Prehodi
- 3½h: do Blejske koče na Lipanci (1630 m), po Kovinarski poti čez Lipanska vrata
- 5½-6h: do Doma Planike pod Triglavom (2401 m), čez Konjsko sedlo
- 6h: do Doma Valentina Staniča (2332 m), čez Pungrt
- 6h: do Triglavskega doma na Kredarici (2515 m), čez Konjsko sedlo
- 4h: do Vodnikovega doma na Velem polju (1817 m), čez Bohinjska vratca

## Vzponi na vrhove
- 4h: Debela peč (2014 m), čez Lipanska vrata (1898 m)
- 4½h: Vernar (2225 m), čez Bohinjska vratca (1979 m)